# Шандор Векерле
Шандор Векерле (угор. Wekerle Sándor; 14 листопада 1848, Мор — 26 серпня 1921 Будапешт) — угорський державний діяч.

## Біографія
Олександр (Шандор) Векерле народився в місті Мор, в родині дунайських швабів. З 1886 року — член палати депутатів; при перетворенні кабінету Кальмана Тіса у 1889 році Векерле зайняв пост міністра фінансів, який він зберіг і в новому кабінеті Дюли Сапарі. Йому вдалося провести деякі реформи в угорських фінансах, наприклад, реформу акцизу на спиртні напої, поліпшення в управлінні державним майном.
Після відставки Сапарі (листопад 1892 року) Векерле сформував свій кабінет і, не дивлячись на опозицію клерикалів і частини лібералів в палаті депутатів і ще більш в палаті магнатів, провів церковно-політичні закони (цивільний шлюб і ін.). У грудні 1894 року вийшов у відставку. Його міністерство («велике міністерство») займає в історії Угорщини особливе місце, як уряд послідовно ліберальний або радикальний (не в сенсі угорської ліберальної партії, а в загальноєвропейському значенні слова).
З тих пір пір Векерле ще двічі був прем'єр-міністром Угорщини. В період Угорської радянської республіки Векерле був посаджений у в'язницю як заручник.